# 킹스 퀘스트
《킹스 퀘스트》는 미국 개발사 시에라 엔터테인먼트가 제작한 일련의 그래픽 어드벤처 게임 시리즈이다. 1980년부터 1998년까지 총 9종 비디오 게임이 제작됐으며 어드벤처 게임 장르에 유행했다. 시에라의 공동창업자 로버트 윌리엄즈가 전작품을 기획했다.

## 게임
- 《마법사와 공주》 (1980)
- 《킹스 퀘스트 I》 (1984)
- 《킹스 퀘스트 II》 (1985)
- 《킹스 퀘스트 III》 (1986)
- 《킹스 퀘스트 VI》 (1988)
- 《킹스 퀘스트 V》 (1990)
- 《킹스 퀘스트 VI》 (1992)
- 《킹스 퀘스트 VII》 (1994)
- 《킹스 퀘스트: 영원의 가면》 (1998)[1]
- 《킹스 퀘스트》 (2015)